# Sfântul Andrei
Sfântul Andrei (n. 6 î.Hr., Betsaida, Districtul de Nord, Israel – d. 30 noiembrie 60 d.Hr., Patras, Imperiul Roman) a fost un apostol al lui Isus din Nazaret, frate cu Simon Petru.
Evanghelia după Ioan menționează că Andrei ar fi fost mai întâi ucenic al lui Ioan Botezătorul, care i-ar fi recomandat să-l urmeze pe Isus. Conform aceleiași evanghelii, Andrei l-ar fi dus pe fratele său Simon Petru la Isus, spunându-i că l-a găsit pe Mesia (Ioan 1,35-42). De aici provine caracterizarea lui Andrei ca „cel dintâi chemat”. În enumerările apostolilor (Mt 10,2, Mc 3,18, Lc 6,14, F. Ap. 1,13) Andrei este menționat mereu între primii patru. Cu toate acestea, nu se numără printre cei trei pe care Isus i-a tratat în anumite situații ca pe cei mai apropiați ai săi (Petru, Iacob și Ioan).
Conform Evangheliei după Ioan cei doi frați, Simon Petru și Andrei, erau originari din Betsaida, localitate situată pe malul Lacului Genezaret. Conform Evangheliei după Marcu aveau o casă în Capernaum (Mc 1,29) și erau de profesie pescari.
Numele Andrei provine din greaca veche, care, după cuceririle lui Alexandru Macedon a devenit lingua franca a Vechiului Orient Apropiat.

## Activitatea
Andrei a fost ucenic al lui Ioan Botezătorul, când, la o vreme după botezul lui Isus, auzindu-l pe Ioan Botezătorul spunând despre Isus: „Iată mielul lui Dumnezeu !” (Ioan 1,36) i-a urmat lui Isus, devenind astfel primul apostol. După învierea lui Isus și Pogorârea Duhului Sfânt (la Rusalii), apostolii au mai rămas câțiva ani la Ierusalim, începând formarea Bisericii. La Sinodul Apostolic care a avut loc în jurul anilor 49-50 d.Hr. la Ierusalim, apostolii s-au întâlnit și au tras la sorți pentru a decide unde va merge fiecare. În Tradiția Bisericii Apostolului Andrei i-a revenit Scytia (Dobrogea). Mai întâi, Andrei l-a însoțit pe fratele său (Apostolul Petru) prin Asia Mică, apoi a trecut în peninsula Balcanică prin teritoriul Turciei de azi, ajungând în Scytia, unde s-a oprit un timp. Apoi a continuat misiunea de propovăduire a evangheliei, ajungând până în sudul Rusiei de astăzi.

## Venerarea ca sfânt

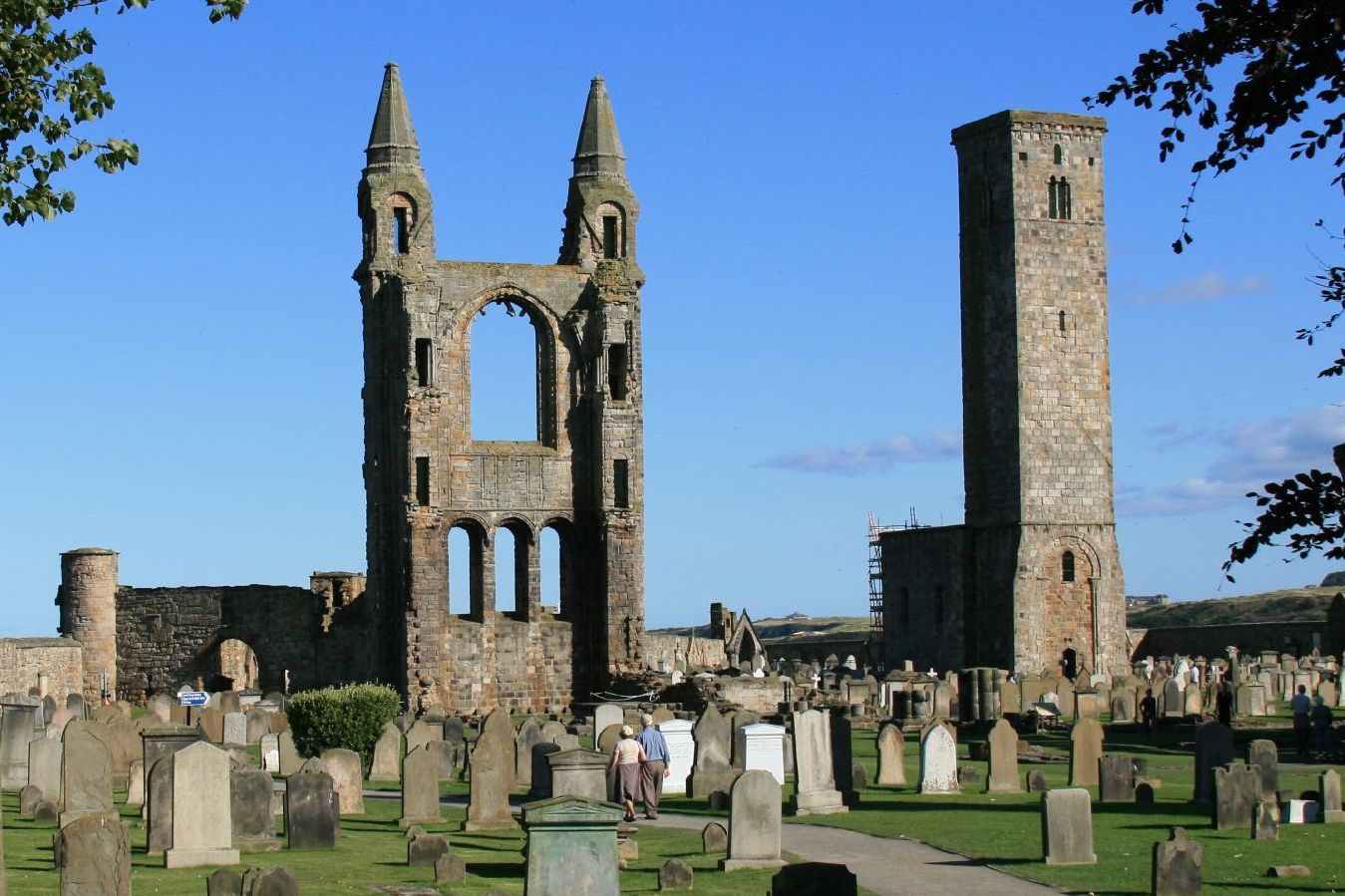
Catedrala Sfântului Andrei din St Andrews, Scoția

În jurul anului 350 împăratul Constanțiu al II-lea (fiul lui Constantin cel Mare) duce moaștele sfântului Andrei la Constantinopol și le așează în Biserica Apostolilor. Acestea se păstrează întregi până în jurul anului 850, când împăratul bizantin Vasile I Macedoneanul cedează rugăminților locuitorilor din Patras și le înapoiază capul sfântului Andrei. În anul 1208, în timpul Cruciadei a patra, relicvele au ajuns la Amalfi, în apropiere de Napoli, fiind păstrate în domul San Andrea. În 1462 au fost duse la Roma, din cauza pericolului turcesc. În secolul al XV-lea papa Pius al II-lea a mutat relicvele sfântului Andrei în Catedrala Sfântul Petru din Roma. În anul 1964 capul sfântului Andrei a fost înapoiat bisericii din Patras.
Este patron al Scoției (steagul scoțian reprezintă crucea sfântului Andrei), al României, al Spaniei, al Siciliei, al Greciei și al Rusiei. De asemenea, este patronul orașelor Napoli, Ravenna, Brescia, Amalfi, Mantua, Bordeaux, Brugge, Patras etc.
Deoarece era pescar, sfântul Andrei este considerat de marinarii și pescarii greci drept ocrotitorul lor. În România este socotit cel care a propovăduit Evanghelia pe aceste meleaguri.
În Dobrogea există Peștera Sfântului Andrei, descoperită în jurul anului 1943 în comuna Ioan Corvin. Scriitorul bisericesc Hipolit de Roma a scris în lucrarea „Despre apostoli” că Sf. Andrei a predicat sciților și tracilor, alăturarea celor două popoare arătând că Scythia Minor (Dobrogea), aflată lângă Tracia, a fost creștinată. De asemenea Sf. Ap. Pavel cu două secole înainte, în Epistola către Coloseni, spune că și sciții au auzit cuvântul lui Dumnezeu (Coloseni, 3,11). Sf. Andrei a murit ca martir în Ahaia, la Patras.

## Sărbători
- în calendarul ortodox: 30 noiembrie și 20 iunie (aducerea moaștelor)
- în calendarul romano-catolic: 30 noiembrie și 9 mai (această din urmă dată se sărbătorește doar în Scoția, ca amintire a datei primirii unor relicve ale sfântului Andrei)
- în calendarul lutheran: 30 noiembrie
- în calendarul anglican: 30 noiembrie

## Galerie de imagini

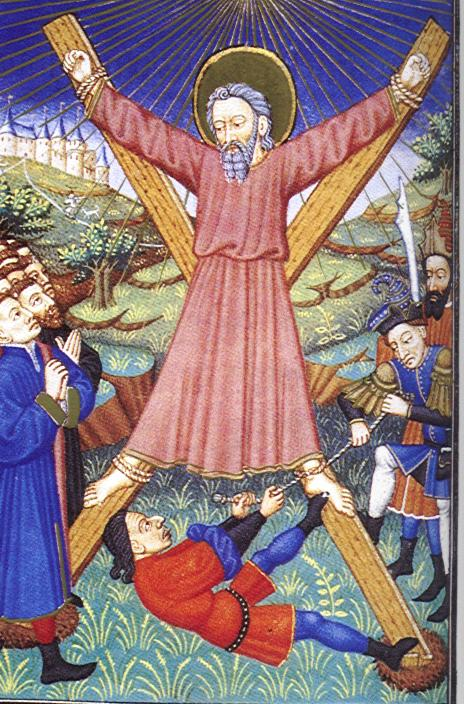
Crucificarea Sf.Andrei
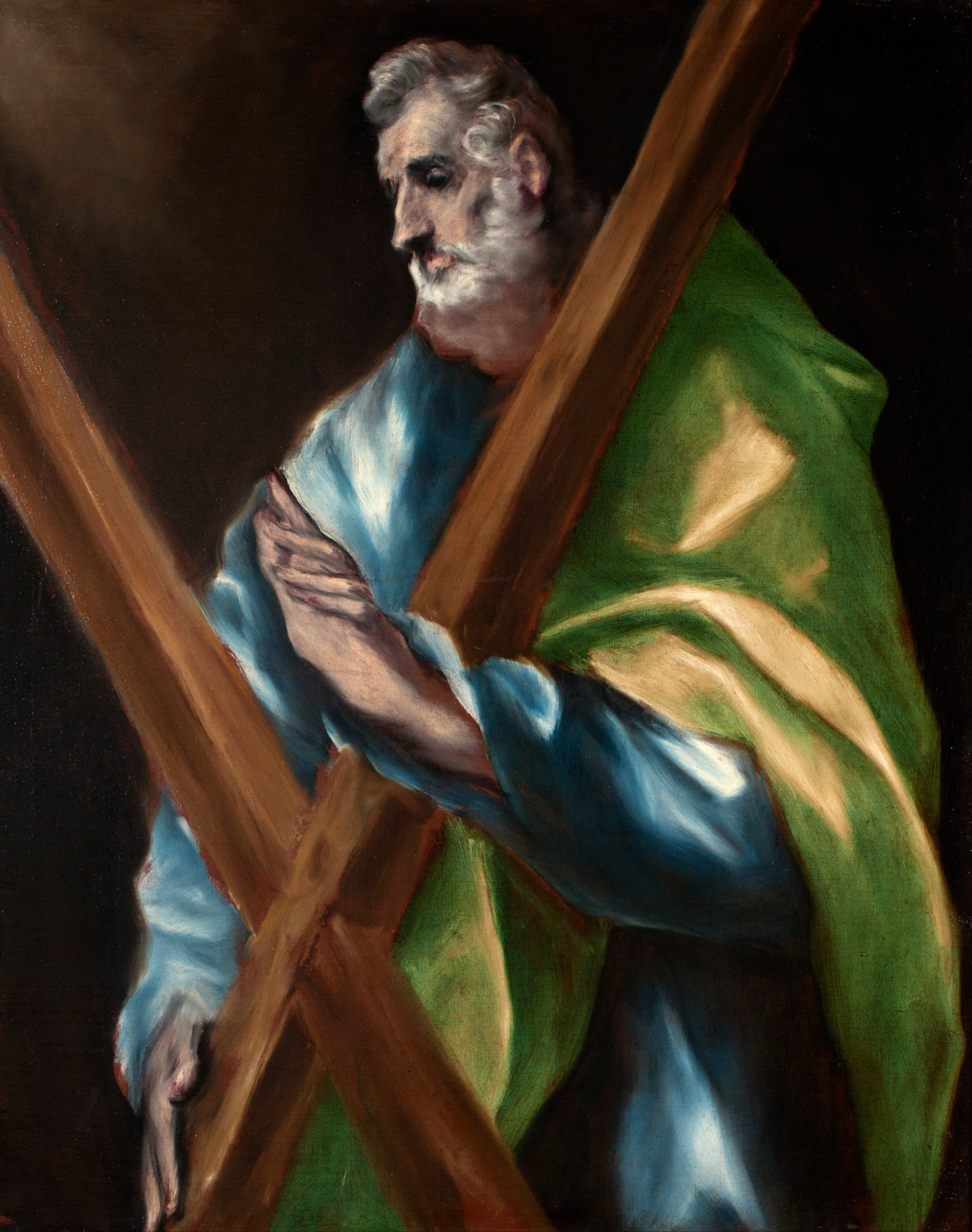
Sf. Andrei, pictură de El Greco, Museo del Greco, Toledo
Crucea Sfântului Andrei pe steagul Scoției